# Pycnandra sessilifolia
Pycnandra sessilifolia är en tvåhjärtbladig växtart som först beskrevs av Jean Armand Isidore Pancher och Hippolyte Sebert, och fick sitt nu gällande namn av Swenson och Jérôme Munzinger. Pycnandra sessilifolia ingår i släktet Pycnandra och familjen Sapotaceae. Inga underarter finns listade i Catalogue of Life.